# Luz González Cosío de López
Luz González Cosío de López (Zacatecas, 14 de septiembre de 1869 - Ciudad de México, 1940) fue la fundadora de la Cruz Roja Mexicana.

## Biografía
Nació en el estado de Zacatecas zacatecas el 11 de septiembre de 1869, siendo hija del general Manuel González de Cosío y de Luz Acosta. Mujer de grandes inquietudes y preocupación por los desamparados, encontró en su esposo el Dr. Fernando López los mismos intereses. Fue fundadora y patrocinadora del Asilo Colón para huérfanos, la Gota de leche, la Asociación de Madres Mexicanas y el asilo protector de la primera infancia. Fue precursora también de las casas hogar de los tribunales de menores y los asilos para niños discapacitados. Su gran legado para la historia de México fue la conformación del primer comité, estatutos y las gestiones para la fundación de la Cruz Roja Mexicana.

## Creación de Cruz Roja Mexicana
El 5 de junio de 1909 se definió la primera mesa directiva provisional de la Cruz Roja mexicana, participando en ella el Dr. Fernando López y su esposa Luz González Cosío. Dos meses después el 27 y 28 de agosto, la ciudad de Monterrey se ve envuelta en una tromba que afectó a más del 50% de la población y con gran número de víctimas y damnificados. El 3 de septiembre parte al frente de la brigada de la Ciudad de México los esposos López junto con un grupo de damas altruistas quienes constituyeron la primera brigada de auxilio que abanderó el emblema de Cruz Roja en México. Tras estos primeros esfuerzos del altruismo en México y con el empeño y voluntad de la señora Luz González el 21 de febrero de 1910 el General Porfirio Díaz expide el Decreto presidencial n.º 401 mediante el cual se da reconocimiento oficial a la Cruz Roja Mexicana. Este decreto entró en vigor el 12 de marzo del mismo año.
Tras el acuerdo del Consejo de Administración de la Asociación mexicana de la Cruz Roja del 10 de mayo de 1910 se instruye a Luz González para formar el primer comité de damas voluntarias quienes comenzaron a trabajar activamente en Cruz Roja mexicana desde 1911.
Falleció en la Ciudad de México el 8 de marzo de 1940. Fue sepultada en el Panteón Francés.